# Charles Daniel Batson
Charles Daniel Batson nació el 15 de marzo de 1943, es un psicólogo social americano. Tiene dos doctorados, uno en teología (por Princeton Teológico Seminary) y otro en psicología (por el departamento de psicología de la Universidad de Princeton). Batson obtuvo su doctorado bajo la tutela de John Darley, además de enseñar en la Universidad de Kansas. Se retiró en 2006 y ahora es profesor emérito en el departamento de psicología en la Universidad de Tennessee. Es más conocido por sus contribuciones en los siguientes tres campos: Psicología social de altruismo, preocupación empática, y psicología de la religión.